# كينيث بروس روس
كينيث بروس روس (بالإنجليزية: Kenneth Bruce Ross)‏ هو مخترِع أمريكي، ولد في 21 أغسطس 1897، وتوفي في 12 يوليو 1959.